# Kimi no Iro
Kimi no iro (きみの色?  tdl. ‘Tu color’)  es una película de animación japonesa de 2024. Dirigida por Naoko Yamada y producida por Science Saru, se estrenó en los cines japoneses en agosto de 2024.

## Argumento
La estudiante de secundaria Totsuko tiene la capacidad de ver a las personas como colores, y está particularmente fascinada con el color que ve en su compañera de clase, Kimi. Tras seguir a Kimi a una librería de libros usados, Totsuko insinúa accidentalmente que sabe tocar el piano, lo que la lleva a unirse a una banda con Kimi, que sabe tocar la guitarra, y Rui, un chico que colecciona equipos musicales y toca el theremín. La amistad del trío se desarrolla a medida que componen música y afrontan los problemas de sus vidas.

## Reparto de voces
| Personaje         | Japonés         |
| ----------------- | --------------- |
| Kimi Sakunaga     | Akari Takaishi  |
| Totsuko Higurashi | Sayu Suzukawa   |
| Rui Kagehira      | Kido Taisei     |
| Hermana Hiyoshiko | Yui Aragaki     |
| Saku Momochi      | Yasuko          |
| Shiho Nanakubo    | Aoi Yuki        |
| Sumika Yatsushika | Minako Kotobuki |
| Shino Sakunaga    | Keiko Toda      |

## Producción
En noviembre de 2022, Naoko Yamada declaró en una entrevista con Anime News Network que estaba trabajando en una película con Science Saru.  El título se anunció en diciembre; también se anunció que Reiko Yoshida estaba trabajando en el guion y Kensuke Ushio se desempeñaba componiendo la música.

### Estreno
La película originalmente estaba prevista su estreno en las salas de cine japonesas en el cuarto trimestre de 2023.  En agosto de 2023, Toho anunció que la película se retrasaría hasta 2024.  La película se estrenó en el Festival Internacional de Cine de Animación de Annecy en junio de 2024.  La película finalmente se estrenó en los cines japoneses el 30 de agosto de 2024. 
A nivel internacional, GKIDS tiene previsto estrenar la película el 24 de enero de 2025 en los cines de América del Norte con un doblaje en inglés.   La película se estrenará en el Reino Unido por Anime Limited . 
En España se estrenó en el Festival de Cine de Sitges, el 10 de octubre de 2024 y se programó su estreno en las sala de cine el 25 de febrero de 2025, distribuido por Selecta Visión, bajo el nombre de Tu Color.

### Adaptación al manga
Existe una adaptación al manga, escrita e ilustrada por Sanami Suzuki, comenzó a serializarse en el sitio web Comic Newtype de Kadokawa Shoten a partir 16 de julio de 2024. 

## Recepción
La película ganó el premio Cáliz de Oro a la mejor película de animación en el Festival Internacional de Cine de Shanghái de 2024.  Empató con Memoir of a Snail por el Premio del Público en el 7º Animation Is Film. 